# Musashi Miyamoto
Musashi Miyamoto (jap. 宮本 武蔵 Miyamoto Musashi; ur. prawd. 1584, zm. 13 czerwca 1645) – japoński rōnin, twórca szkoły walki dwoma mieczami niten'ichi-ryū (jap.: „styl – dwa nieba jako jedność”), autor Gorin-no Sho (Księgi pięciu kręgów, jap.: 五輪書). Był także malarzem, poetą i rzemieślnikiem.
Musashi wygrał swój pierwszy pojedynek w wieku 13 lat. W swoim życiu stoczył ponad 60 udokumentowanych pojedynków i nigdy nie został pokonany przez żadnego szermierza. Brał udział w wielu wojnach. Jego pośmiertne imię buddyjskie – Niten.

## Wrogowie
Najważniejsi wrogowie (udokumentowani):
- Kihei Arima – doświadczony wojownik, mistrz szermierki mieczem. Musashi rozbił mu głowę kijem. Stary Kihei umarł, wykrwawiając się.
- Seijirō Yoshioka – najstarszy z rodu Yoshioka. Przeżył walkę z Musashim, ale okryty niesławą obciął sobie chongoyamę (samurajski kok) i wycofał się z życia publicznego.
- Denshichirō Yoshioka – chciał pomścić zniewagę brata i wyzwał Musashiego do walki. Ten zjawił się spóźniony. Pierwszym ciosem drewnianego miecza rozłupał Denshichirō czaszkę.
- Hanshichirō Yoshioka – najmłodszy z rodu Yoshioka. Również wyzwał Musashiego na pojedynek, a ten jednym cięciem rozciął mu głowę na pół.
- Kojirō Sasaki – wyzwał Musashiego na pojedynek. Musashi wygrał i tę walkę, początkowo ustawiając przeciwnika twarzą do słońca, oślepiając go, by po chwili zabić go bokkenem.

## Kontrowersje

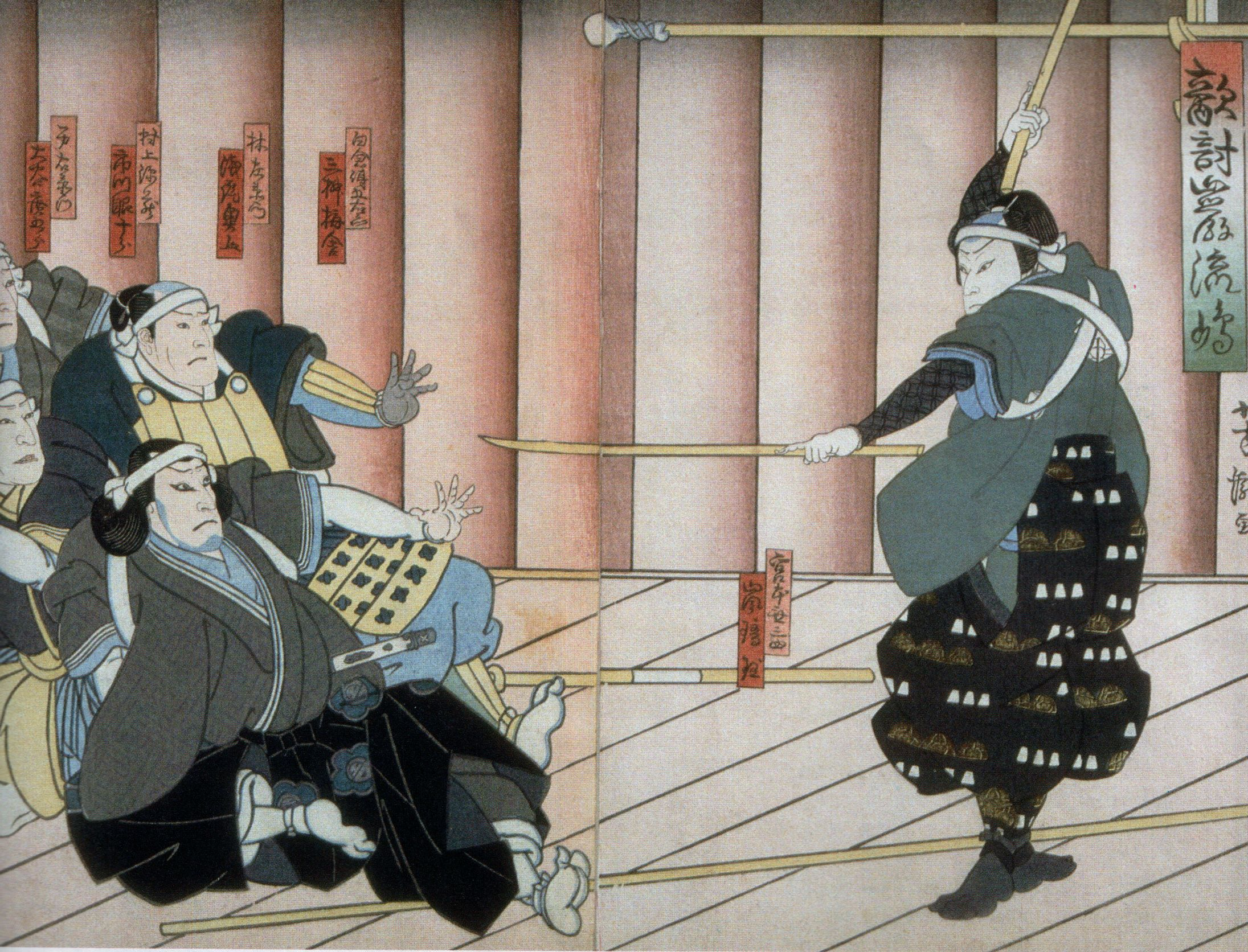
Tsunejirō Yoshitaki: Musashi Miyamoto (1855)

Istnieją, pozostające przedmiotem dyskusji, przekazy wskazujące, że Musashi przegrał swoją rewanżową walkę z Gonnosuke Musō, w której Gonnosuke po raz pierwszy użył jō – kija opracowanego w oparciu o doświadczenie wyniesione przez Gonnosuke z pierwszej, przegranej walki przeciwko Musashiemu.

## Musashi w grach

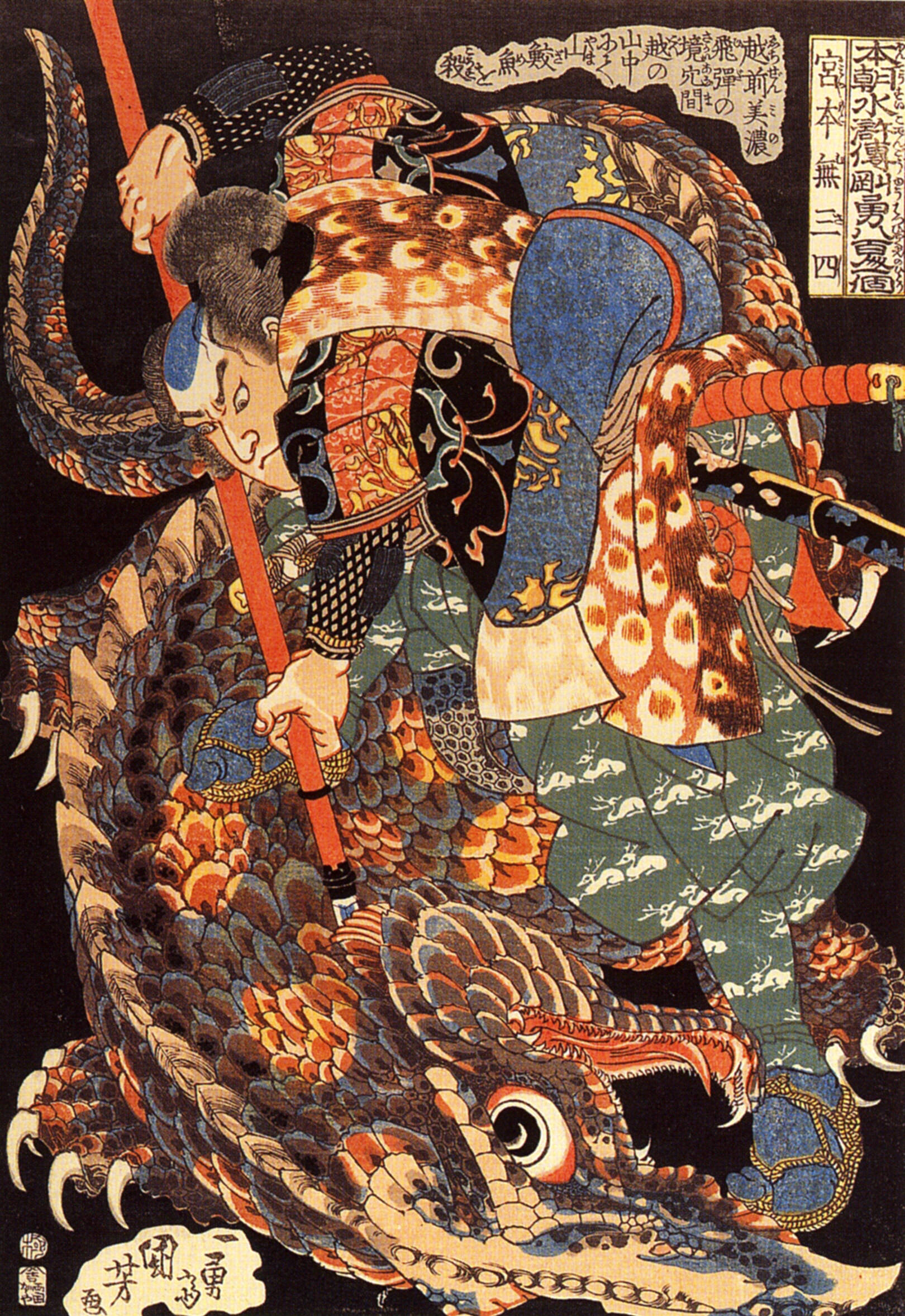
Kuniyoshi Utagawa (1797–1861): Miyamoto zabija potwora

Postać Musashiego Miyamoto można spotkać w grze Samurai Warriors 2 (Xbox 360, PS2, PC), czy w grze Yakuza: Kenzan (PS3), w której jest on głównym bohaterem.
Musashi jest prawdopodobnie postacią, na podstawie której stworzono bohatera o imieniu Yasuo w grze komputerowej League of Legends.
W Fate/Grand Order Musashi pojawia się jako Sługa klasy Szermierz. Jest jedną z głównych postaci rozdziału fabularnego Shimosa.
Miyamoto Musashi będzie protagonistą zapowiedzianej przez Capcom gry, Onimusha: Way of the Sword z serii Onimusha. Widoczne jest podobieństwo do Musashiego z mangi Vagabond.

## Musashi w popkulturze
- Musashi jest głównym bohaterem mangi Vagabond.
- W oryginalnej, japońskiej wersji anime Pokémon postać Jessie ma na imię Musashi, co jest nawiązaniem do Musashiego Miyamoto.
- Występuje w serialu anime Yaiba – legendarny samuraj, w którym jest mistrzem głównego bohatera.
- Pojawia się w mandze Dr. Slump, w której zostaje uczniem głównej bohaterki.
- W mandze Aiki jest odniesienie do jego osoby, gdzie jeden z przeciwników Jōkyū Kunitoshi posługuje się dwoma mieczami.
- Postać przypominająca go (lecz nienazwana z imienia) pojawia się w jednym odcinku anime Samurai Champloo.
- Tatewaki Kuno, jeden z bohaterów, zostaje opętany przez ducha Musashiego w 12. odcinku 3. sezonu anime Ranma ½. Pokazuje się jeszcze jako awatar piłkarza w anime Inazuma ElevenGo Chrono Stone.
- W mandze Baki-Dou występuje jako klon.
- W filmie Aragami nieśmiertelny bóg wojny okazuje się być legendarnym samurajem Miyamoto Musashim.
- Piosenka "The duelist" szwedzkiego zespołu Sabaton poświęcona jest postaci Mihamoho Musashiego.